# 리투아니아 해군
리투아니아 해군(리투아니아어: Lietuvos Karinės jūrų pajėgos)은 리투아니아군의 해군이다. 1935년 8월 1일 공식적으로 설립되었지만, 그 뿌리는 중세에 발트해에서 해군과 교전한 것까지 거슬러 올라간다. 리투아니아 해군 부대는 제2차 세계 대전 당시 소련 해군과 일부 복무를 했으며, 1990년 리투아니아 독립 이후 해군이 자체적으로 재설립돼 계속 확대되고 있다.

## 역사
리투아니아 해군의 기원은 제1차 세계 대전과 제2차 세계 대전 사이의 시기로 거슬러 올라가지만, 해전에 참여한 역사는 이전에 존재했다. 발트해 연안에 정착한 아이스티아인들의 발트족은 배를 만들어 무역과 군사적 목적으로 사용했다. 게다가, 연대기에 따르면, 13세기에 다른 발트족 부족인 코로니아인과 사모기티아인들은 배를 타고 오는 리가의 성을 파괴하려고 시도했다. 비테니스 공작이 리투아니아 공국을 통치하던 시기에 네만강에서 벌어진 선박 전투에서 리투아니아인들이 승리했다는 이야기도 알려져 있다. 가장 유명하고 중요한 승리는 1609년 3월 24일 살리스문데(오늘날의 라트비아 살라츠그리바) 근처에서 얀 카롤 초드키에비치가 스웨덴 함대를 격파한 것이다. 그러나 일반적으로 발트해 근처의 영토 상실은 리투아니아의 해양 개발에 부정적인 영향을 미쳤다.

### 폴란드-리투아니아 연방 해군
영연방 해군은 규모가 작았고 영연방 역사에서 상대적으로 작은 역할을 했다. 발트해에 접근할 수 있었음에도 불구하고 폴란드와 리투아니아는 역사상 중요한 해군을 보유하고 있지 않았다.